# Buhruvatka, Svitlovodsk
Buhruvatka (în ucraineană Бугруватка) este un sat în comuna Mîkilske din raionul Svitlovodsk, regiunea Kirovohrad, Ucraina.

## Demografie
Componența lingvistică a localității Buhruvatka
     Ucraineană (100%)
Conform recensământului din 2001, toată populația localității Buhruvatka era vorbitoare de ucraineană (100%).